# Curtis Yarvin
Curtis Guy Yarvin (ur. 1973), znany też jako Mencius Moldbug – amerykański bloger i programista o skrajnie prawicowych poglądach. Jest znany, wraz z filozofem Nick Landem, z założenia antyegalitarnego i antydemokratycznego ruchu filozoficznego neoreakcyjnego (NRx) czasem zwanego ciemne oświecenie.
Na swoim blogu Unqualified Reservations, który pisał w latach 2007–2014, a także w późniejszym newsletterze Gray Mirror, który zaczął wydawać w 2020 r., twierdzi, że amerykańska demokracja to nieudany eksperyment, który należy zastąpić odpowiedzialną monarchią, podobną do struktury zarządzania w korporacjach.

## Poglądy
Yarvin jest opisywany jako "neoreakcjonista", "neomonarchista" i "neofeudalista", który "postrzega liberalizm jako tworzenie systemu totalitarnego i chce zastąpić amerykańską demokrację pewnego rodzaju technomonarchią". Bronił instytucji niewolnictwa i zasugerował, że niektóre rasy mogą być z natury bardziej skłonne do niewolnictwa niż inne. Twierdzi, że biali mają wyższy iloraz inteligencji niż czarni i sprzeciwia się amerykańskim programom na rzecz praw obywatelskich.

### Ciemne oświecenie
Yarvin uważa, że realną władzę polityczną w Stanach Zjednoczonych sprawuje byt nazywany "Katedrą", czyli nieformalne porozumienie uniwersytetów i prasy głównego nurtu, które współdziałają, aby wpływać na opinię publiczną. Według niego, tzw. klasa społeczna braminów, w nawiązaniu do warny bramin i historycznej bostońskiej klasy wyższej, dominuje w społeczeństwie amerykańskim, w którym naucza wartości progresywne. Religijna analogia pochodzi od opinii Yarvina, że ideologia progresywna Katedry jest dostarczana i przedstawiana społeczeństwu przy użyciu takich samych mechanizmów jak autorytety religijne i instytucje dostarczają dogmaty religijne do wyznawców. Yarvin i ruch ciemnego oświecenia stwierdza, że przywiązanie Katedry do równości i praworządności niszczy porządek społeczny.
Jest adwokatem podejścia, aby amerykański "monarcha" rozwiązał rzekomą Katedrę w pierwszych miesiącach po objęciu urzędu. Akt ten może być rozpoczęty przez ogłoszenie stanu wyjątkowego w przemowie inauguracyjnej wraz z ogłoszeniem tzw RAGE czyli “retire all government employees” - po polsku "zwolnij wszystkich pracowników państwowych".
Bazując na koncepcjach z informatyki, Yarvin twierdzi, że społeczeństwo potrzebuje "twardego resetu" i "ponownego uruchomienia", a nie serii postępujących reform politycznych. Zamiast promować aktywizm, jest adwokatem bierności politycznej twierdząc, że progresywizm upadnie bez prawicowej opozycji.
Yarvin proponuje wprowadzenie neo-kameralizmu, bazując na kameraliźmie Fryderyka II Wielkiego. Wg. niego, rządy demokratyczne są nieefektywne, marnotrawią zasoby i powinny zostać zastąpione wieloma spółkami akcyjnymi, w których akcjonariusze wybierają CEO z władzą absolutną, który realizuje interesy akcjonariuszy. Taki schemat władzy wg. Yarvina jest o wiele bardziej efektywny niż liberalna demokracja i wskazuje na rządy Denga Xiaopinga i Singapur jako przykłady sukcesów rządów autorytarnych.
Yarvin wspiera autorytaryzm oparty na prawicowym libertarianizmie, gdzie silny rząd z jasną hierarchią jest mały i skupiony na minimalnej ilości aspektów państwa. W takim państwie poziom wolności jest wysoki oprócz aspektów politycznych, a obywatel, któremu nie odpowiada zarządanie, może się udać do innego miasta-państwa, preferowanego rozmiaru państwa wg. Yarvina, zarządzanego przez inną korporację. Sam Yarvin wspiera wolność religijną, małżeństwa osób tej samej płci czy rekreacyjne używanie substancji psychoaktywnych.
Pomysły Yarvina są popularne wśród amerykańskich prawicowych libertarian i libertarian konserwatywnych i są publicznie głoszone przez inwestorów takich jak Peter Thiel, szczególnie aby zrezygnować z pomysłu Stanów Zjednoczonych na rzecz dyktatur CEO firm technologicznych.

## Wpływ

### Administracja Donalda Trumpa
Yarvin wywarł wpływ na niektórych wybitnych inwestorów z Doliny Krzemowej i polityków Partii Republikańskiej, ze szczególnym naciskiem na Petera Thiela czy Marca Andreessena (nieformalnego doradcy Donalda Trumpa). Wiceprezydent USA J.D. Vance wymienił Yarvina jako osobę, która miała na niego wpływ. Michael Anton, dyrektor ds. planowania polityki w Departamencie Stanu podczas drugiej prezydentury Trumpa, również omówił pomysły Yarvina.
W styczniu 2025 r. Yarvin wziął udział w inauguracyjnej gali Trumpa w Waszyngtonie. Politico doniosło, że był "nieformalnym gościem honorowym" ze względu na jego "nieproporcjonalnie duży wpływ na prawicę Trumpa".
Donald Trump podczas pierwszego dnia urzędowania podpisał akt ustanawiający grupę DOGE do optymalizacji rządu. Pomysł ten jest analogią do idei RAGE.
W lutym 2025 francuski periodyk Le Grand Continent stwierdził, że Yarvis był zapleczem ideowym w planie Donalda Trumpa aneksji Strefy Gazy przez Stany Zjednoczone, chociaż sam zaprzecza faktowi bycia bezpośrednim pomysłodawcą idei "Gaza, Inc". 

### Projekt Network State
Pomysły Yarvina, w tym platforma obliczeniowa Urbit jego autorstwa, zostały użyte przez inwestora Balaji Srinivasana do wypracowania koncepcji "Network State", czyli tworzenia nowych społeczności internetowych, które są w stanie uzyskać terytorium za pomocą crowdfoundingu i nadać im państwowość. Wielkość i wpływ takiego bytu jest w stanie wypracować uznanie w społeczności międzynarodowej i nie koniecznie jako byt mikropaństwowy. Network State jest utożsamiany z pojęciem technokolonializmu, a filozof Slavoj Žižek przyrównuje tę ideę do Holenderskiej Kompanii Wschodnioindyjskiej.
Osoby powiązane z projektem "Network State" wyrażały chęć kupna i odbywały wizyty do Grenlandii, w czasie w którym administracja Donalda Trumpa również składała oferty i odbywała wizyty.